# Bloedrode plooimosdiertje
Het bloedrode plooimosdiertje (Watersipora subatra) is een mosdiertjessoort uit de familie van de Watersiporidae. De wetenschappelijke naam van de soort werd in 1890, als Schizoporella aterrima var. subatra, voor het eerst geldig gepubliceerd door Arnold Edward Ortmann.

## Beschrijving
De bloedrode plooimosdiertje vormt grote, soms rechtopstaande korstvormende kolonies. De kleur van de kolonie is variabel gedurende de levensloop, van oranje tot bruin-paars of grijs-zwart. De individuen diertjes (zoïden genaamd) zijn rechthoekig tot zeshoekig en ongeveer twee keer zo lang als breed. Ze worden van elkaar gescheiden door zijlings licht omhoogkomende wandjes. Met een tentakelkrans (lofofoor) vangt ieder zoïde afzonderlijk zijn voedsel uit het zeewater.